# Clarissa (Minnesota)
Clarissa é uma cidade localizada no estado americano de Minnesota, no Condado de Todd.

## Demografia
Segundo o censo americano de 2000, a sua população era de 609 habitantes.
Em 2006, foi estimada uma população de 620, um aumento de 11 (1.8%).

## Geografia
De acordo com o United States Census Bureau tem uma área de
2,6 km², dos quais 2,6 km² cobertos por terra e 0,0 km² cobertos por água. Clarissa localiza-se a aproximadamente 403 m acima do nível do mar.

## Localidades na vizinhança
O diagrama seguinte representa as localidades num raio de 24 km ao redor de Clarissa.